# クロキョウジョシギ
クロキョウジョシギ（黒京女鷸、学名：Arenaria melanocephala）は、チドリ目シギ科に分類される鳥類の一種。

## 分布
北アメリカ
アラスカのみで繁殖する。